# Spoof!
Spoof! è un cortometraggio muto del 1915 diretto da W.P. Kellino.

## Trama
Un tipo gioca uno scherzo ai soldati usando l'imbuto.

## Produzione
Il film fu prodotto dalla Cricks.

## Distribuzione
Distribuito dalla Davison Film Sales Agency (DFSA), il film - un cortometraggio di 165,81 metri - uscì nelle sale cinematografiche britanniche nel marzo 1915.